# Ungsang
Ungsang är ett område i staden Yangsan i provinsen Södra Gyeongsang i den sydöstra delen av Sydkorea.  Området ligger cirka 15 kilometer nordost om centrala Yangsan och på grund av en mellanliggande bergskedja så finns ingen direkt vägförbindelse mellan de två delarna av kommunen, utan man måste åka via utkanten på grannstaden Busan mellan de två kommundelarna.
Fram till 2007 utgjorde området en köping, Ungsang-eup, men på grund av den starka befolkningsutvecklingen så delades köpingen upp i fyra stadsdelar, Deokgye-dong, Pyeongsan-dong, Seochang-dong och Soju-dong. 1970 hade området 8 863, 50 år senare 97 601 invånare.